# Тюнев, Евгений Иванович
Евгений Иванович Тюнев (7 марта 1913 года, Уфа — 7 января 2005, Санкт-Петербург) — советский российский шашист. Двукратный победитель командного чемпионата СССР, шестикратный чемпион Ленинграда по русским и стоклеточным шашкам, судья всесоюзной категории (1955). Чемпион Ленинграда в 1947, 1951, 1960, 1961 г.г. по русским шашкам, а в 1959 и 1972 г.г. — по стоклеточным. С 1947 года в спортивном обществе «Спартак», двукратный чемпион Центрального совета ДСО «Спартак». За 27 лет тренерской деятельности подготовил 20 мастеров спорта и свыше 100 кандидатов в мастера спорта. Главный судья первого чемпионата СССР по стоклеточным шашкам среди мужчин (1954).
Участник Великой Отечественной войны. Награждён орденами и медалями.

## Биография
В 1925 году семья Тюневых переехала жить в Ленинград. В то время шашки были очень популярным видом спорта, и, учась в шестом классе, Женя Тюнев увлекся народной игрой, поэтому его включили в городской массовый шашечный турнир. В 1928 году приходит первая победа: он становится чемпионом своей 213-й школы. В 1930 году занимает первое место в малом чемпионате Ленинграда (где к участию допускались шашисты второй категории), при этом 2—3-е места делят семнадцатилетний Соков со своим другом Дмитрием Коршуновым. Тюнев в 1936 году — третий призёр большого чемпионата Ленинграда. В это время знакомится с Василием Соковым. Соратник и постоянный соперник за шашечной доской В. Сокова, Л. Рамма, Д. Коршунова, М. Циценовецкого, Б. Герцензона. Как писал А. А. Напреенков: «Многолетнее творческое общение и личная дружба с прославленным мастером В. Соковым духовно обогатили Тюнева. Почти десять лет выступали они в одних турнирах, были членами одних команд, и яркое, своеобразное творчество, оригинальные идеи В. Сокова навсегда останутся для Евгения Ивановича примером».
В 1937 году Тюнев получил звание мастера спорта СССР по шашкам, став четвёртым ленинградским мастером, вслед за Л. Раммом, С. Гордоном и В. Соковым. Мастерскую норму выполнил, выиграв с результатом 9:7 квалификационный матч у московского мастера В. Гилярова.
Учился  в фабрично-заводском училище, затем работал на заводе токарем. Перед войной он учился в техникуме физической культуры. Был тяжело ранен на Ленинградском фронте и длительно лечился в госпитале. Вновь работал на заводе.
В 1947 году Тюнев стал тренером в обществе «Спартак». Дважды чемпион Всесоюзного совета ДСО. За двадцать семь лет им подготовлены 20 мастеров спорта, свыше 100 кандидатов в мастера, более 800 спортсменов-разрядников. Двенадцать раз участвовал в чемпионатах страны.
Участник первого всесоюзного тренировочного турнира по международным шашкам в Москве в 1953 году. В 1959 и 1972 г.г. чемпион Ленинграда по стоклеточным шашкам.
В 1991 году Тюнев выиграл показательный матч у другого знаменитого ленинградского ветерана Герцензона со счётом 4,5:3,5.
В 2000 году, в 87 лет стал бронзовым призёром чемпионата Санкт-Петербурга по русским шашкам среди ветеранов (60 лет и старше).
Известный шашечный фотохроникёр. По этому поводу Г. В. Громов в книге «Давайте познакомимся» посвятил ему следующую эпиграмму:

Блещет в шашках много лет
Фотокор наш знаменитый.
Грусть и радость, блеск побед -
Все на плёнках не забыты.— http://www.shashki.com/Article1104.html

## Лучшие спортивные результаты
XVI чемпионат СССР, 1954 г. — III—V места;
XXI чемпионат СССР, 1961 г. — IV—V места;
XXVIII чемпионат СССР, 1968 г. — III—IV места;
2-кратный чемпион СССР 1964 г. (в составе команды ДСО «Спартак») и 1965 г. (в составе команды Ленинграда);
6-кратный чемпион Ленинграда.